# Sixto Escobar

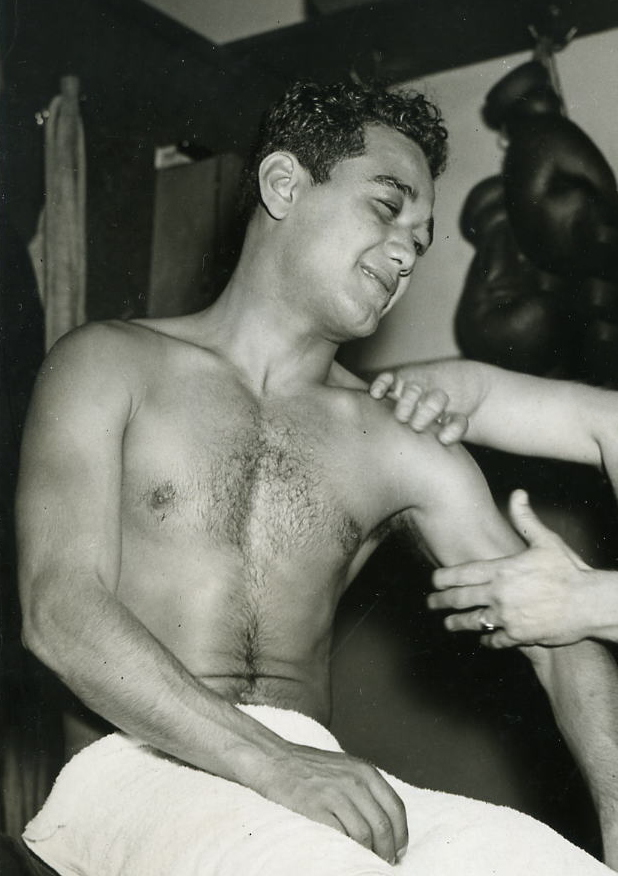
Sixto Escobar

Sixto Escobar (* 12. März 1913 in Barceloneta, Puerto Rico; † 17. November 1979) war ein puerto-ricanischer Boxer im Bantamgewicht.

## Profikarriere
Im Jahre 1930 begann er erfolgreich seine Karriere. Am 7. August 1935 boxte er gegen Pete Sanstol um die NBA-Weltmeisterschaft und siegte durch einstimmigen Beschluss. Diesen Gürtel verlor er allerdings bereits in seiner ersten Titelverteidigung am 26. desselben Monats an Lou Salica durch Mehrheitsentscheidung. Escobar besiegte Salica im direkten Rematch am 15. November desselben Jahres nach Punkten und eroberte dadurch die Weltmeistergürtel der Verbände NBA und NYSAC. Beide Titel hielt er bis zum 23. September 1937.
Zudem errang er am 20. Februar im Jahre 1938 den universellen Weltmeistertitel, als er Harry Jeffra durch eine einstimmige Punktrichterentscheidung bezwang. Diesen Titel trug er bis Oktober 1939.
Im Jahre 1940 beendete er seine Karriere.
Im Jahre 2002 wurde er in die International Boxing Hall of Fame aufgenommen.